# Dylan Carter
Dylan Carter, född 30 januari 1996, är en trinidadisk simmare.

## Karriär
Carter tävlade för Trinidad och Tobago vid olympiska sommarspelen 2016 i Rio de Janeiro, där han blev utslagen i försöksheatet på 100 meter frisim. Vid olympiska sommarspelen 2020 i Tokyo tävlade Carter i fyra grenar. Han slutade på 33:e plats på 50 meter frisim, 22:a plats på 100 meter frisim, 32:a plats på 100 meter ryggsim och 33:e plats på 100 meter fjärilsim.
I december 2021 vid kortbane-VM i Abu Dhabi tog Carter silver på 50 meter fjärilsim med tiden 21,98 sekunder, vilket blev ett nytt nationsrekord. I december 2022 vid kortbane-VM i Melbourne tog Carter brons på 50 meter frisim.
Vid olympiska sommarspelen 2024 i Paris blev Carter utslagen i försöksheatet på både 50 och 100 meter frisim och slutade på 29:e respektive 34:e plats.